# Keanu Reeves
Pour les articles homonymes, voir Reeves.
Keanu Reeves (/kiˈɑnu ˈɹivz/), né le 2 septembre 1964 à Beyrouth au Liban,,, est un acteur, réalisateur, producteur et musicien canadien. Figure incontournable d'Hollywood, il est reconnu pour ses rôles emblématiques dans des films à succès tels que Speed (1994), la saga Matrix (1999) et ses suites, ainsi que la saga John Wick (2014-2025).
D'origine sino-hawaïenne, anglaise et portugaise, il grandit entre le Canada et les États-Unis avant de se lancer dans le théâtre et la télévision. Il perce au cinéma à la fin des années 1980 dans le film L'Excellente Aventure de Bill et Ted (1989), puis atteint la célébrité internationale avec Point Break (1991) et surtout Speed (1994). La consécration vient en 1999 avec Matrix, où il interprète Neo, un rôle qui devient l'un des plus iconiques de l'histoire du cinéma. En 2014, il renforce son statut de star d'action avec John Wick.
En dehors de ses succès au cinéma, il est connu pour son caractère discret, sa philanthropie et sa générosité. Passionné de motos et de musique, il a cofondé le groupe de rock Dogstar dans les années 1990 et est impliqué dans diverses œuvres de charité, souvent de manière anonyme.

## Biographie

### Jeunesse
Keanu Charles Reeves naît le 2 septembre 1964 à Beyrouth, au Liban, de Patricia Taylor et de Samuel Nowlin Reeves, Jr., géologue. Sa mère est britannique et son père est américain d'origine hawaïenne,,,,, chinoise, anglaise et portugaise ; ils se rencontrent à Beyrouth où Patricia travaille. Samuel Nowlin Reeves travaille comme ouvrier non qualifié et passe son diplôme lorsqu'il est incarcéré à Hawaï à l'aéroport international d'Hilo pour trafic d'héroïne. Il abandonne son épouse et sa famille lorsque Keanu a 3 ans. Keanu a aussi le nom de son oncle, Henry Keanu Reeves. Lui et son père se voient pour la dernière fois lorsque Keanu n'a que 13 ans.
Reeves connaît une enfance instable, déménage fréquemment et vit aux côtés de beaux-pères successifs. À la suite du divorce de ses parents en 1966, sa mère devient designer et sa famille emménage à Sydney, en Australie puis à New York, aux États-Unis. Là, elle fait la rencontre de Paul Aaron, un réalisateur hollywoodien. Le couple emménage à Toronto, au Canada ; ils divorcent en 1971. La mère de Reeves épouse ensuite Robert Miller, un promoteur, en 1976 ; le couple divorce en 1980. Elle épouse finalement son quatrième mari, Jack Bond, un coiffeur, mais le mariage prend fin en 1994. Ses grands-parents et plusieurs nourrices prennent en charge Reeves et ses sœurs, puis Reeves passe la majeure partie de son enfance à Toronto. En cinq ans, il étudie dans quatre écoles secondaires, dont l'école d'arts d'Etobicoke ; il en sera renvoyé.
Dyslexique, Reeves brille plus dans le hockey sur glace que dans les études. Il se forge une très bonne réputation de gardien de but au De La Salle College (en) de Toronto et gagne le surnom de « The Wall » (« le Mur »). Reeves rêve de représenter le Canada en hockey professionnel, mais une blessure met fin à son rêve. Après son départ du De La Salle College, il étudie à l'Avondale Secondary Alternative School (en), qui lui permettra par la suite d'accéder à sa carrière d'acteur. Il abandonne toutefois et ne parvient pas à obtenir de diplôme.
Keanu Reeves a une sœur biologique appelée Kim (née en 1966 en Australie), atteinte de leucémie au début des années 1990. Du côté de sa mère, il a aussi une demi-sœur appelée Karina Miller (née en 1976 à Toronto), et du côté de son père une autre demi-sœur appelée Emma Rose Reeves (née en 1980 à Hawaï).

### Débuts d'acteur (années 1980)
Keanu Reeves commence sa carrière d'acteur à l'âge de 9 ans. Il apparaît dans la production Damn Yankees. À 15 ans, il joue Mercutio dans Roméo et Juliette, tragédie romantique, au théâtre de Leah Posluns. Keanu Reeves fait ses débuts à l'écran dans une série comique sur la CBC, Hangin'in. Au début des années 1980, il apparaît dans des publicités, des courts-métrages comprenant un drame sur NFB One Step Away, et enfin le succès culte de Brad Fraser Wolf Boy. En 1984, il joue dans la série Going Great.
Dans son premier film notable, Youngblood, réalisé par Peter Markle, avec Patrick Swayze et Rob Lowe, il joue un gardien de but de hockey sur glace québécois. Peu de temps après la sortie du film, il part vivre à Los Angeles dans sa Volvo 1969. Il joue le rôle du chevalier Danceny dans l'adaptation Les Liaisons dangereuses réalisé par Stephen Frears en 1988 . Après quelques rôles mineurs, un rôle plus important se présente avec la comédie à succès de 1989, L'Excellente Aventure de Bill et Ted, ainsi que sa suite en 1991, Les Folles Aventures de Bill et Ted. Ce rôle marque beaucoup Keanu : « J'avais l'habitude d'avoir des cauchemars et des phobies dans lesquels on mettait Ted sur ma pierre tombale ».

### Révélation internationale (années 1990)

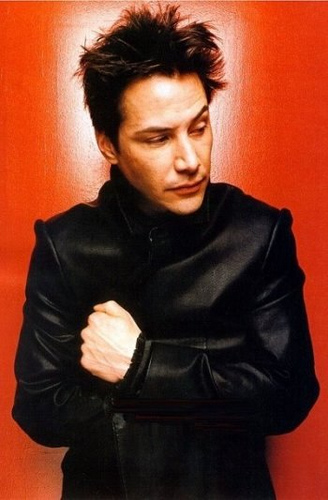
Keanu Reeves en 1990.

Au début des années 1990, Reeves commence à sortir de sa période de films jeunesse. Le film d'action Point Break, où il retrouve Patrick Swayze, malgré son succès commercial, sonne comme un adieu à la jeunesse et à l'insouciance. Le long-métrage deviendra culte.
Devenu une valeur sûre d'Hollywood, l'acteur tente d'échapper à son image de sex-symbol, qui lui colle à la peau, et d'acquérir la reconnaissance de ses pairs en tournant sous la direction de réalisateurs renommés. Il déclare dans la presse vouloir jouer avec des réalisateurs indépendants et Gus Van Sant le contacte pour interpréter un prostitué dans My Own Private Idaho.
Il poursuit sur cette lancée, Francis Ford Coppola le dirige sur Bram Stoker's Dracula, puis Kenneth Branagh pour Beaucoup de bruit pour rien et Bernardo Bertolucci pour Little Buddha.
En 1994, il retrouve l'action pour le thriller à suspense Speed avec une jeune inconnue, Sandra Bullock. Le film est un succès critique et commercial, il apporte à ses jeunes stars une reconnaissance internationale.
Le comédien enchaîne avec une poignée d'échecs commerciaux, dont la romance Les Vendanges de feu et le thriller d'action Poursuite d'Andrew Davis. Il joue aussi le personnage principal dans le film cyberpunk Johnny Mnemonic de Robert Longo, à côté d'autres stars comme Takeshi Kitano, Dolph Lundgren, Ice-T et Udo Kier, mais c'est aussi un échec commercial. Pourtant Reeves refuse dix millions de dollars offerts pour jouer dans Speed 2 : Cap sur le danger, car il déteste le scénario, et préfère rejoindre Al Pacino dans L'Associé du diable, un thriller de Taylor Hackford qui revisite la légende de Faust. Il refuse le rôle principal du thriller urbain Heat, de Michael Mann, pour jouer Hamlet dans une petite production au Canada.
En 1999, le révolutionnaire Matrix des Wachowski donne un nouveau souffle à sa carrière. Ce chef-d'œuvre d'effets spéciaux est alors l'un des plus gros succès de l'histoire du cinéma de science-fiction.

### Échecs commerciaux, réalisation et production (années 2000)

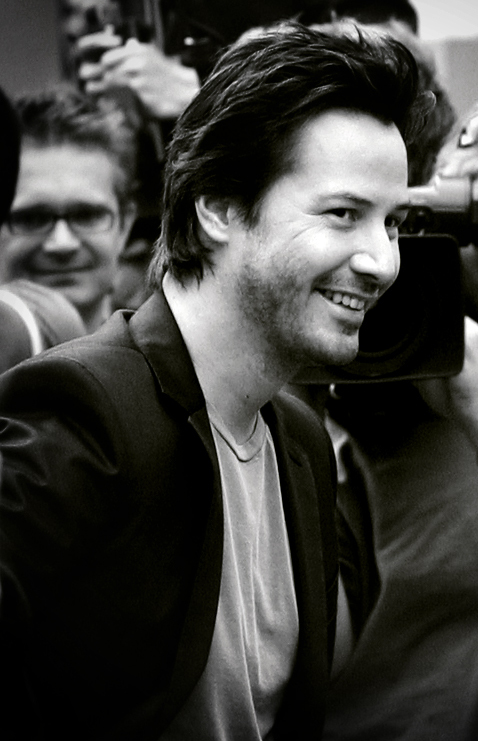
À la première londonienne de Entre deux rives, en septembre 2006.

À partir de 2000, Keanu Reeves interprète un tueur en série dans The Watcher de Joe Charbanic, ainsi qu'un mari violent dans Intuitions de Sam Raimi. Il incarne ensuite en 2001 l'entraîneur d'une jeune équipe de baseball dans Hardball.
En 2003, il peut compter sur Matrix Reloaded et Matrix Revolutions pour se maintenir dans les sommets du box-office. La même année, il joue dans Tout peut arriver, une comédie romantique avec Jack Nicholson et Diane Keaton, qui obtient d'excellentes critiques et remporte un important succès en réalisant 266,7 millions de dollars de recettes au box-office international. Puis en 2005, il incarne un exorciste fumeur et dépressif dans Constantine, adaptation des comics Hellblazer.
En 2006, il reste dans le registre de la science-fiction dans A Scanner Darkly, qui reçoit de bonnes critiques. La même année, il partage l'affiche du mélodrame fantastique Entre deux rives avec Sandra Bullock, marquant leurs retrouvailles, douze ans après Speed. Cette fiction épistolaire de Alejandro Agresti est un succès, obtenant des critiques positives et récoltant plus de 115 millions de dollars de recettes mondiales.
En 2008, il joue dans deux projets : d'abord le polar Au bout de la nuit, puis un blockbuster de science-fiction, Le Jour où la Terre s'arrêta. Ces deux films sont des flops critiques et commerciaux.
En 2009, il joue dans la comédie dramatique Les Vies privées de Pippa Lee, aux côtés de Robin Wright, Julianne Moore, Alan Arkin, Winona Ryder, Maria Bello, Monica Bellucci, Zoe Kazan, Ryan McDonald, Blake Lively, Robin Weigert. Le long-métrage est présenté à la Berlinale.
En janvier 2009, la rumeur court qu’il endossera le rôle de Spike Spiegel dans l'adaptation de la série animée japonaise Cowboy Bebop, prévue pour 2011. Le projet ne se concrétisera pas. En 2010, il est à la tête d'affiche d'un film policier, Braquage à New York, où il a pour partenaires Vera Farmiga et James Caan, et sur lequel il fait ses débuts de producteur.

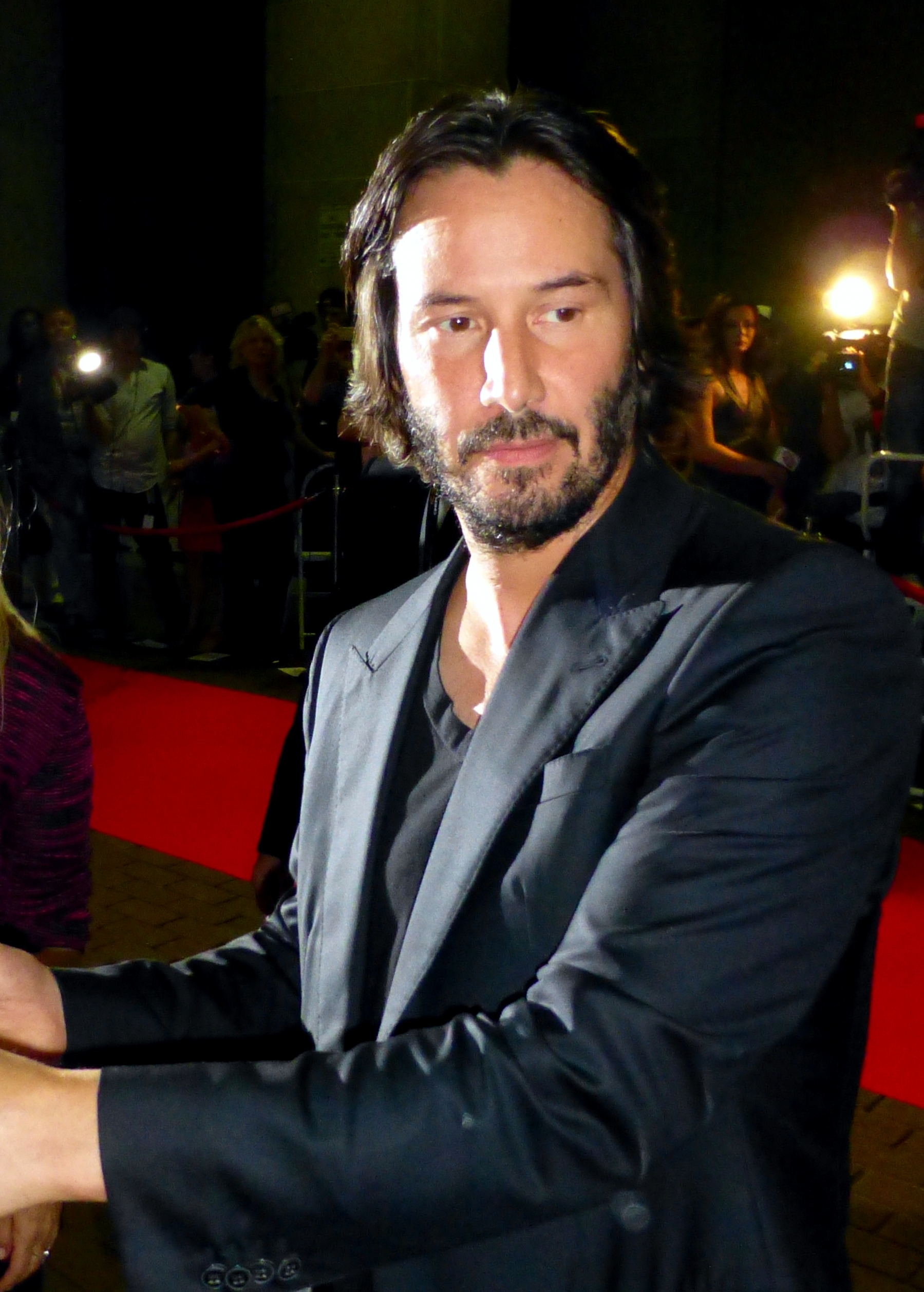
L'acteur à la première de L'Homme du Tai Chi au TIFF 2013.

En 2013, il co-écrit réalise et joue dans le film d'arts martiaux L'Homme du Tai Chi, aux côtés de Tiger Chen, qui lui permet enfin de renouer avec la critique, mais échoue commercialement.
Il se confirme dans un cinéma influencé par la culture asiatique avec le blockbuster 47 Rōnin, mais c'est cette fois-ci un échec critique et commercial.

### Retour au premier plan (2014-)
Début 2014, il est choisi par le réalisateur Eli Roth afin d'incarner le personnage principal de son prochain projet en tant que réalisateur, le thriller indépendant Knock Knock, qu'il produit également et qui révèle Ana de Armas en 2015. Les critiques sont mauvaises.
Mais l'année précédente, l'acteur fait un retour remarqué en portant le film d'action John Wick, de Chad Stahelski, coordinateur des cascades sur la trilogie Matrix, et David Leitch. L'acteur y renoue avec le genre qui l'a rendu célèbre, mais dans le rôle d'un bad guy : il incarne un ancien tueur à gages en quête de vengeance après le vol de sa voiture et le meurtre de son chien, dernier cadeau de sa femme décédée.

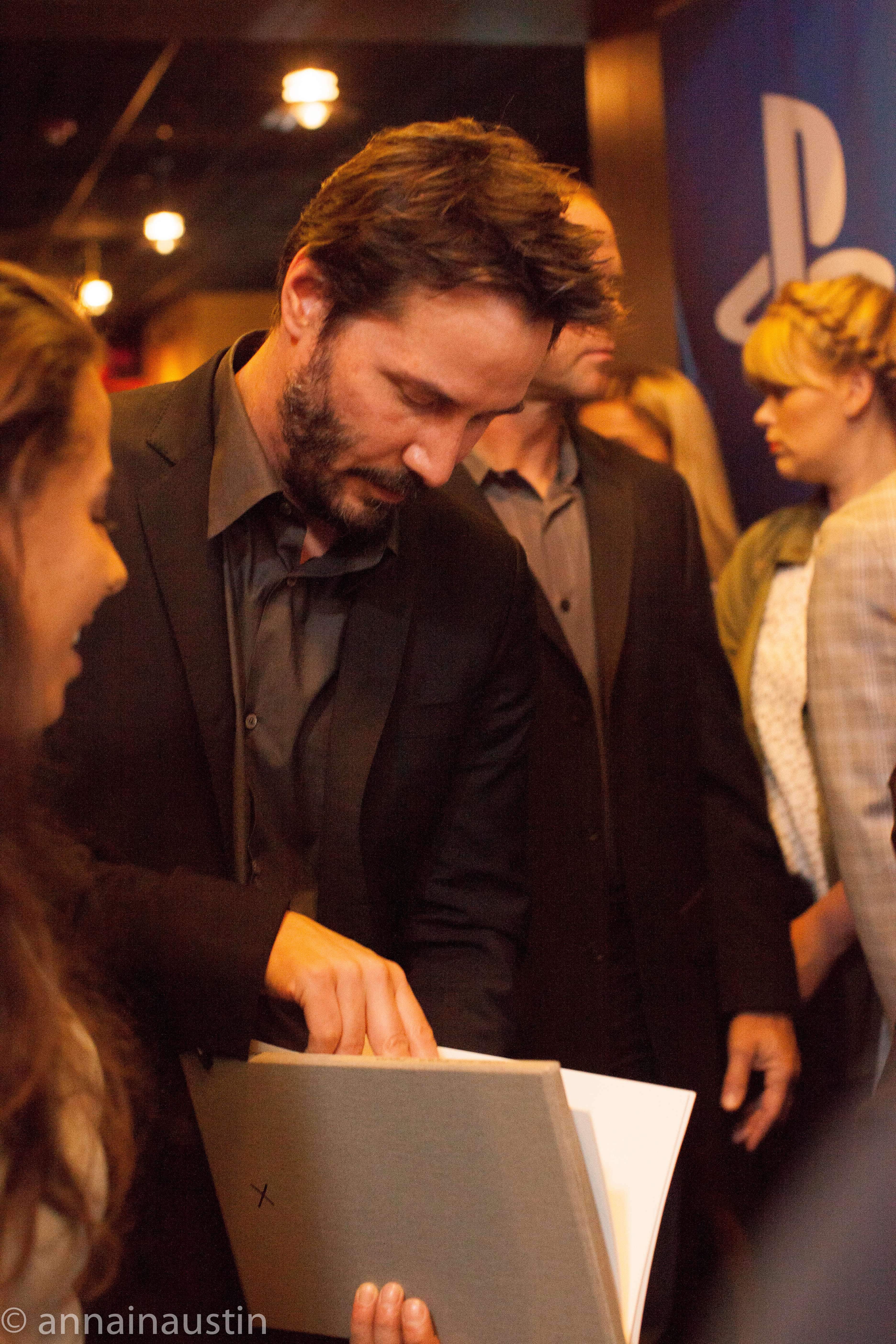
L'acteur au Fantastic Fest 2014, en promotion de John Wick.

Le film, sort en salle le 24 octobre 2014 aux États-Unis et 29 octobre 2014 en France, rencontre un bon accueil critique et obtient un certain succès commercial en réalisant 86 millions de dollars de recettes mondiales pour un budget de 20 millions. Le film John Wick 2 sort en Europe et aux États-Unis en 2017.
Il est alors convoité pour jouer dans un blockbuster de science-fiction intitulé Passengers, écrit par Jon Spaihts, avec Reese Witherspoon en partenaire féminine et Brian Kirk à la mise en scène, un réalisateur de Game of Thrones, avant de se rétracter comme sa partenaire, pour laisser sa place à Chris Pratt et Jennifer Lawrence.
Il privilégie des projets plus modestes, qui sortent durant l'année 2016. Le plus médiatisé est un thriller fantastique réalisé par Nicolas Winding Refn, The Neon Demon, avec Elle Fanning dans le rôle principal. Reeves donne la réplique à la jeune actrice, comme Christina Hendricks, Abbey Lee, Jena Malone, Bella Heathcote et Jamie Clayton. L'acteur tient le premier rôle masculin du drame judiciaire The Whole Truth, remplaçant au débotté Daniel Craig. C'est une autre actrice passée au second plan, Renée Zellweger, qui lui donne la réplique. Pour finir, il retrouve Ana de Armas pour le polar Suspicions, écrit et réalisé par Declan Dale. Les deux premiers projets reçoivent des critiques très mitigées,, voire catastrophiques pour le dernier.
En 2017, il peut compter sur la très attendue suite John Wick 2, réalisée uniquement par Chad Stahelski (David Leitch ayant décidé de réaliser plutôt la suite de Deadpool). Alors que le film reçoit de très bonnes critiques, l'acteur fait part de son souhait de boucler une trilogie.
La même année, il donne la réplique à la jeune Lily Collins, tête d'affiche du drame indépendant To the Bone, premier film de la scénariste de télévision Marti Noxon. L'accueil critique est positif. Cette même année, il fait une brève apparition dans la comédie romantique à succès SPF-18, aux côtés d’acteurs comme Pamela Anderson, Goldie Hawn ou Rosanna Arquette, qui est disponible uniquement sur Netflix.
En 2018, il est à l'affiche de trois films : la comédie romantique Destination mariage et plus si affinités..., où il retrouve Winona Ryder, une autre actrice en plein come back vingt-six ans après Dracula,. Le film obtient des critiques mitigées, mais récolte 1,51 million de dollars de recettes juste aux États-Unis. Il essuie aussi deux flops dont il est la tête d'affiche : le thriller indépendant Siberia, écrit et réalisé par Matthew Ross, puis le thriller de science-fiction Replicas, réalisé par Jeffrey Nachmanoff, où l'acteur a pour partenaire la Britannique Alice Eve,.
La même année, il apparaît dans une douzaine d'épisodes de la série comique Swedish Dicks, portée par Peter Stormare et Johan Glans. 2019 le voit défendre trois projets : il continue d'abord la trilogie qui l'a remis sur le devant de la scène médiatique dans John Wick Parabellum, de Chad Stahelski. Ensuite, il joue dans la comédie de Netflix Always Be My Maybe, avec Daniel Dae Kim et Ali Wong, qui reçoit des critiques largement positives. Pour finir, il prête sa voix au jouet Duke Caboom, l'un des nouveaux personnages du blockbuster d'animation Toy Story 4 de Josh Cooley. Avec plus de 1,073 milliard de dollars de recettes mondiales, il devient le film le plus lucratif de la franchise, le neuvième plus gros succès de 2019 et le sixième film d'animation le plus rentable au monde,. En juin 2019, lors de la conférence Xbox à l'E3, est annoncé le jeu Cyberpunk 2077, dans lequel il incarne le personnage du rockerboy Johnny Silverhand, ce qui provoque un engouement important sur Internet.
En 2020, il apparaît dans la 3e adaptation cinématographique de Bob L'éponge, intitulée Bob l'éponge, le film : Éponge en eaux troubles, qui sort le 5 juillet 2020,. Si la sortie du film au cinéma est annulée à cause de la pandémie de Covid-19, il est un succès sur Netflix et obtient des critiques élogieuses,.
Il boucle la trilogie de comédies fantastiques qui l'a révélé dans les années 1980 avec Bill & Ted Face the Music.
Il reprend aussi son rôle de Neo dans Matrix Resurrections, quatrième volet de la saga où il retrouve sa partenaire Carrie-Anne Moss, sorti le 22 décembre 2021, sous la direction de Lana Wachowski et produit par Warner Bros.
En 2022, il prête sa voix au célèbre justicier masqué de DC Comics Batman dans le film d'animation Krypto et les Super-Animaux, aux côtés de Dwayne Johnson et Kevin Hart,,. Le film reçoit des critiques plutôt positive.
En 2024, il prête sa voix à Shadow the Hedgehog dans Sonic 3, le film, qui sort le 20 décembre 2024. Le film reçoit des critiques positives, se classe n°1 le jour de sa sortie et est un triomphe au box-office mondial,.

## Vie privée
Né au Liban, Keanu Reeves devient citoyen canadien en 1994. Pendant presque une décennie, il vit dans des maisons louées et des hôtels, et il réside un temps au Château Marmont. Il achète sa première maison aux Hollywood Hills de Los Angeles en 2003, et possède également un appartement près de Central Park West à New York.
Il se considère comme non religieux, mais s'intéresse au bouddhisme.
Le décès de son grand ami River Phoenix, star montante rencontrée sur le tournage du film My Own Private Idaho, le 31 octobre 1993, le bouleverse.
Il n'a jamais été marié. Le 24 décembre 1999, sa compagne Jennifer Syme, âgée de 27 ans, donne naissance à une fille mort-née prénommée Ava. Le couple se sépare quelques semaines plus tard. Le 2 avril 2001, Jennifer Syme meurt dans un accident de voiture, alors qu'elle conduit possiblement sous l'influence de médicaments, drogue et alcool,. Elle est enterrée à côté de sa fille dans le Westwood Village Memorial Park Cemetery à Los Angeles, en Californie.
En 2011, il fonde une entreprise de fabrication de motos, nommée ARCH Motorcycle, sise en Californie.
Il est en couple depuis 2018 avec l'artiste Alexandra Grant.

## Business et philanthropie

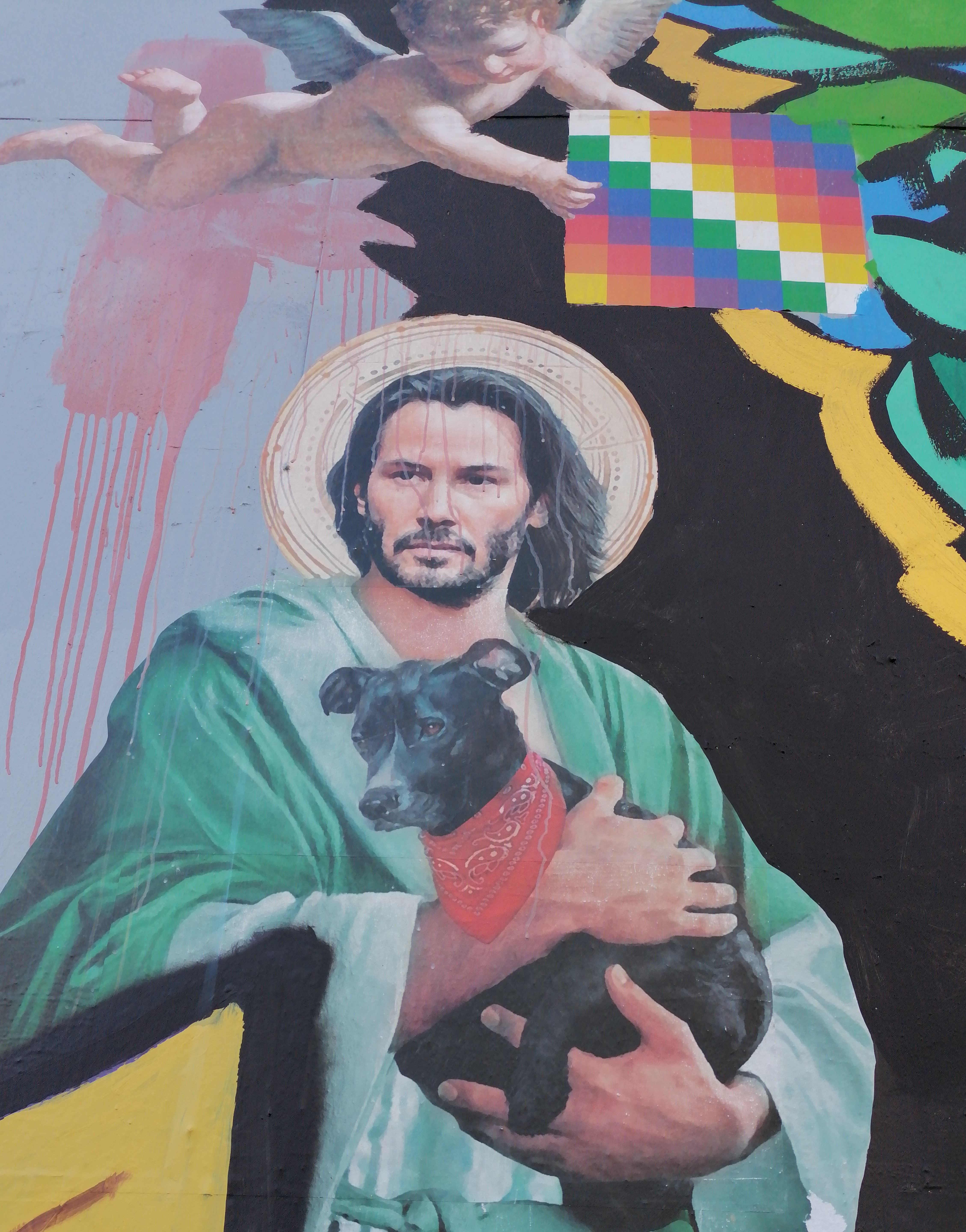
Fresque murale de Keanu Reeves à Santiago du Chili.

Reeves soutient plusieurs œuvres caritatives et causes. En réponse à la bataille de sa sœur contre la leucémie, il crée une fondation privée contre le cancer, qui aide les hôpitaux pour enfants et finance la recherche sur cette maladie,. En juin 2020, il se porte volontaire pour Camp Rainbow Gold, une association caritative de l'Idaho contre le cancer chez les enfants. Il est également reconnu comme l'une des 100 célébrités influentes en oncologie par OncoDaily. Il déclare : « L'argent est la dernière chose à laquelle je pense. Je pourrais vivre de ce que j'ai déjà gagné pendant les prochains siècles ». Une rumeur affirme qu'il a donné une partie substantielle, estimée entre 35 et 125 millions de dollars, de ses gains de Matrix aux équipes d'effets spéciaux et de maquillage. Cependant, cela est considérablement embelli ; Reeves a négocié un accord plus modeste, abandonnant son droit contractuel à un pourcentage des bénéfices des suites en échange d'un budget d'effets spéciaux plus important,. Pendant le tournage de ce film, il entend dire qu'un membre de l'équipe a des « problèmes familiaux » et choisit de lui offrir 20 000 dollars pour l'aider à gérer ses finances. En guise de cadeau à l'équipe de cascadeurs de douze personnes de Matrix Reloaded (2003), Reeves achète des Harley-Davidson pour chacun des membres, en déclarant : « Je voulais juste [...] remercier encore plus tous ces gars qui m'ont aidé à faire ça ».
Après le tournage de John Wick : Chapitre 4, Reeves, Chad Stahelski et l'instructeur de jiu-jitsu brésilien Dave Camarillo, signent un vêtement d'entraînement exclusif qui est mis aux enchères en mars 2023 pour collecter des fonds en faveur du St. Jude Children's Research Hospital. Keanu Reeves a également offert à son équipe de cascadeurs personnels pour le film des montres Rolex Submariner personnalisées et gravées, et a acheté aux plus grandes équipes de cascadeurs de John Wick : Chapitre 4 des t-shirts personnalisés indiquant combien de fois les différents figurants qu'ils ont représentés sont « morts » dans le film. En 2024, Keanu Reeves a signé un contrat d'un jour avec les Spitfires de Windsor, et a signé des articles qui ont été vendus aux enchères au profit de l'Association canadienne pour la santé mentale de Windsor-Essex.
Il a cofondé une société de production, Company Films, avec son ami Stephen Hame. En 2011, Keanu Reeves, passionné de moto, cofonde ARCH Motorcycle, qui construit et vend des motos customisés, avec Gard Hollinger,. En 2017, Keanu Reeves, Jessica Fleischmann et Alexandra Grant ont fondé l'éditeur de livres X Artists' Books (également connu sous le nom de XAB),. Il participe à la réalisation de deux livres avec Grant : Ode to Happiness et Shadows en écrivant la légende des photographies et des illustrations.

## Filmographie

### Acteur

#### Cinéma

##### Années 1980
- 1985 : One Step Away de Robert Fortier : Ron Petrie
- 1986 : Youngblood de Peter Markle : Heaver Lempelius
- 1986 : Le Fleuve de la mort de Tim Hunter : Matt
- 1986 : Flying (en) de Paul Lynch : Tommy Wernicke
- 1988 : The Night Before (en) de Thom Eberhardt : Winston Connelly
- 1988 : À la vie à la mort (Permanent Record) de Marisa Silver : Chris Townsend
- 1988 : Le Prince de Pennsylvanie (The Prince of Pennsylvania) de Ron Nyswaner : Rupert Marshetta
- 1988 : Les Liaisons dangereuses (Dangerous Liaisons) de Stephen Frears : Le chevalier Danceny
- 1989 : L'Excellente Aventure de Bill et Ted (Bill and Ted's Excellent Adventure) de Stephen Herek : Theodore « Ted » Logan
- 1989 : Portrait craché d'une famille modèle (Parenthood) de Ron Howard : Tod Higgins

##### Années 1990
- 1990 : Je t'aime à te tuer (I Love You to Death) de Lawrence Kasdan : Marlon James
- 1990 : Tante Julia et le Scribouillard (Tune in Tomorrow…) de Jon Amiel : Martin Loader
- 1991 : Captivated '92: The Video Collection de George Lucas (vidéo) (segment Rush, Rush)
- 1991 : Providence de David Mackay : Eric
- 1991 : Point Break de Kathryn Bigelow : Johnny Utah
- 1991 : Les Folles Aventures de Bill et Ted (Bill and Ted's Bogus Journey) de Peter Hewitt : Theodore « Ted » Logan
- 1991 : My Own Private Idaho de Gus Van Sant : Scott Faver
- 1992 : Dracula de Francis Ford Coppola : Jonathan Harker
- 1993 : Beaucoup de bruit pour rien (Much Ado About Nothing) de Kenneth Branagh : Don Juan
- 1993 : La Cité des monstres (Freaked) de Tom Stern et Alex Winter : Ortiz The Dog Boy
- 1993 : Even Cowgirls Get the Blues de Gus Van Sant : Julian Gitchie
- 1993 : Little Buddha de Bernardo Bertolucci : Siddhartha
- 1994 : Speed de Jan de Bont : Jack Traven
- 1995 : Johnny Mnemonic de Robert Longo : Johnny Smith
- 1995 : Les Vendanges de feu (A Walk in the Clouds) d'Alfonso Arau : Paul Sutton
- 1996 : Poursuite (Chain Reaction) d'Andrew Davis : Eddie Kasalivich
- 1996 : Feeling Minnesota de Steven Baigelman : Jjaks Clayton
- 1997 : Suicide Club (The Last Time I Committed Suicide) de Stephen T. Kay : Harry
- 1997 : L'Associé du diable (The Devil's Advocate) de Taylor Hackford : Kevin Lomax
- 1999 : Matrix (The Matrix) des Wachowski : Neo/Thomas A. Anderson
- 1999 : Me and Will (en) de Melissa Behr et Sherrie Rose (en) : lui-même

##### Années 2000
- 2000 : Les Remplaçants (The Replacements) d'Howard Deutch : Shane Falco
- 2000 : The Watcher de Joe Charbanic : David Griffin
- 2000 : Intuitions (The Gift) de Sam Raimi : Donnie Barkdale
- 2001 : Sweet November de Pat O'Connor : Nelson Moss
- 2001 : Hardball (Hard Ball) de Brian Robbins : Conor O'Neill
- 2003 : Matrix Reloaded (The Matrix Reloaded) des Wachowski : Neo
- 2003 : Matrix Revolutions (The Matrix Revolutions) des Wachowski : Neo
- 2003 : Tout peut arriver (Something's Gotta Give) de Nancy Meyers : Dr Julian Mercer
- 2005 : Âge difficile obscur (Thumbsucker) de Mike Mills : Dr Perry Lyman
- 2005 : Constantine de Francis Lawrence : John Constantine
- 2006 : A Scanner Darkly de Richard Linklater : Bob Arctor/Fred
- 2006 : Entre deux rives (The Lake House) d'Alejandro Agresti : Alex Wyler
- 2008 : Au bout de la nuit (Street Kings) de David Ayer : Tom Ludlow
- 2008 : Le Jour où la Terre s'arrêta (The Day the Earth Stood Still) de Scott Derrickson : Klaatu
- 2009 : Les Vies privées de Pippa Lee de Rebecca Miller : Chris

##### Années 2010
- 2011 : Braquage à New York de Malcolm Venville : Henry Torne
- 2012 : Generation Um... de Mark Mann : John
- 2012 : Side by Side de Christopher Kenneally : Lui-même (documentaire)
- 2013 : L'Homme du Tai Chi (Man of Tai Chi) de lui-même : Donaka Mark
- 2013 : 47 Ronin de Carl Erik Rinsch : Kai
- 2014 : John Wick de Chad Stahelski et David Leitch : John Wick
- 2015 : Knock Knock d'Eli Roth : Evan Webber
- 2016 : Suspicions (Exposed) de Declan Dale : Scott Galban
- 2016 : The Whole Truth de Courtney Hunt : Richard Ramsey
- 2016 : The Neon Demon de Nicolas Winding Refn : Hank
- 2017 : John Wick 2 de Chad Stahelski : John Wick
- 2017 : The Bad Batch d'Ana Lily Amirpour : The Dreamer
- 2017 : To the Bone de Marti Noxon : Dr. William Beckham
- 2017 : SPF-18 de Alex Israel : Lui-même (caméo)
- 2018 : Siberia de Matthew Ross : Lucas Hill
- 2018 : Destination mariage et plus si affinités... (Destination Wedding) de Victor Levin : Frank
- 2018 : Replicas de Jeffrey Nachmanoff : Will Foster
- 2019 : Always Be My Maybe de Nahnatchka Khan : Lui-Même (caméo)
- 2019 : John Wick Parabellum de Chad Stahelski : John Wick/ Jardani Jovonovich
- 2019 : Toy Story 4 : Duke Caboom (voix originale)
- 2019 : Entre deux fougères, le film de Scott Aukerman : Lui-même

##### Années 2020
- 2020 : Bill et Ted sauvent l'univers (Bill and Ted Face the Music) de Dean Parisot : Theodore « Ted » Logan
- 2020 : Bob l'éponge, le film : Éponge en eaux troubles (The SpongeBob Movie: Sponge on the Run) de Tim Hill : Sage (Sauage) (voix originale)
- 2021 : Matrix Resurrections de Lana Wachowski : Thomas Anderson / Neo
- 2022 : Krypto super-chien (DC League of Super-Pets) de Jared Stern et Sam Levine : Batman (voix)
- 2023 : John Wick : Chapitre 4 (John Wick: Chapter 4) de Chad Stahelski : John Wick (également producteur délégué)
- 2024 : Sonic 3, le film (Sonic the Hedgehog 3) de Jeff Fowler : Shadow (voix)
- 2025 : Good Fortune d'Aziz Ansari : Gabriel
- 2025 : Outcome de Jonah Hill : Reef Hawk
- 2025 : Ballerina (John Wick Presents: Ballerina) de Len Wiseman : John Wick
- 2025 : The Entertainment System is Down de Ruben Östlund

#### Télévision
- 1985 : Brigade de nuit (Night Heat) (série télévisée), épisode Necessary Force
- 1985 : Letting Go (téléfilm) de Jack Bender
- 1986 : La Loi du campus (téléfilm : Brotherhood of justice de Charles Braverman : Derek
- 1986 : Act of Vengeance (en) (téléfilm) de John Mackenzie
- 1986 : Avoir 17 ans à 40 ans (Young Again) (téléfilm) de Steven Hilliard Stern
- 1986 : Under the Influence (téléfilm) de Thomas Carter
- 1986 : Babes in Toyland (en) (telef) de Clive Donner
- 1987 : Trying Times de Sheldon Larry et Jonathan Demme (série télévisée), épisode Moving Day
- 1989 : Life Under Water (en) (téléfilm) de Jay Holman
- 1989 : The Tracey Ullman Show de Ted Bessell et Art Wolff (série télévisée), épisode Two Lost Souls
- 1990 : Bill and Ted's Excellent Adventures (en) de Gordon Hunt (série d'animation) (voix)
- 1991-1994 : The Word (en) de Julia Knowles et Luke Campbell (série télévisée), 3 épisodes
- 2006 : The Great Warming (en) (téléfilm) de Michael Taylor
- 2016 - 2017 : Swedish Dicks (série télévisée) de Peter Stormare, Glenn Lund, Peter Settman, et Andrew Lowery
- 2024 : Secret Level (série d’animation) : Le Pilote
- ? (À confirmer) : BRZRKR (série d’animation) : B (également producteur délégué)

#### Clip
- 1991 : Rush Rush de Paula Abdul
- 2003 : Safe Home de Anthrax

#### Jeu vidéo
- 2003 : Enter the Matrix : Neo
- 2005 : The Matrix: Path of Neo : Neo (apparence et images du film)[81]
- 2005 : Constantine (jeu vidéo): John Constantine
- 2019 : John Wick Hex (en) : John Wick / Jardani Jovonovich
- 2020 : Cyberpunk 2077 : Johnny Silverhand[82],[83]
- 2021 : Matrix Awakens : Neo
- 2023 : Phantom Liberty (extension de Cyberpunk 2077) : Johnny Silverhand
- 2024 : Sonic The Hedgehog 3 Movie pack (extension de Sonic x Shadow Generations) : Shadow The Hedgehog[84]

### Réalisateur
- 2013 : L'Homme du Tai Chi (Man of Tai Chi)

### Producteur / producteur délégué
- 2015 : Knock Knock d'Eli Roth
- 2016 : Suspicions (Exposed) de Declan Dale
- 2018 : Siberia de Matthew Ross
- 2025 : Ballerina de Len Wiseman

## Théâtre
- 1995 : Hamlet, de William Shakespeare. Il joue le rôle du « prince de Danemark » au Manitoba Theatre Centre, Manitoba, Canada. Le Sunday Times relate ainsi sa performance : « Il est l'un des trois meilleurs Hamlet qu'il m'ait été donné de voir, et ce, pour la simple et bonne raison qu'il est Hamlet. »[85]

## Discographie
Avec Dogstar 
- 1996 : Our Little Visionary
- 2000 : Happy Ending
- 2023 : Somewhere Between the Power Lines and Palm Trees

## Distinctions

### Récompenses
- 1991 : MTV Movie Awards du meilleur acteur dans un thriller d'action pour Point Break, extrême limite

### Nominations

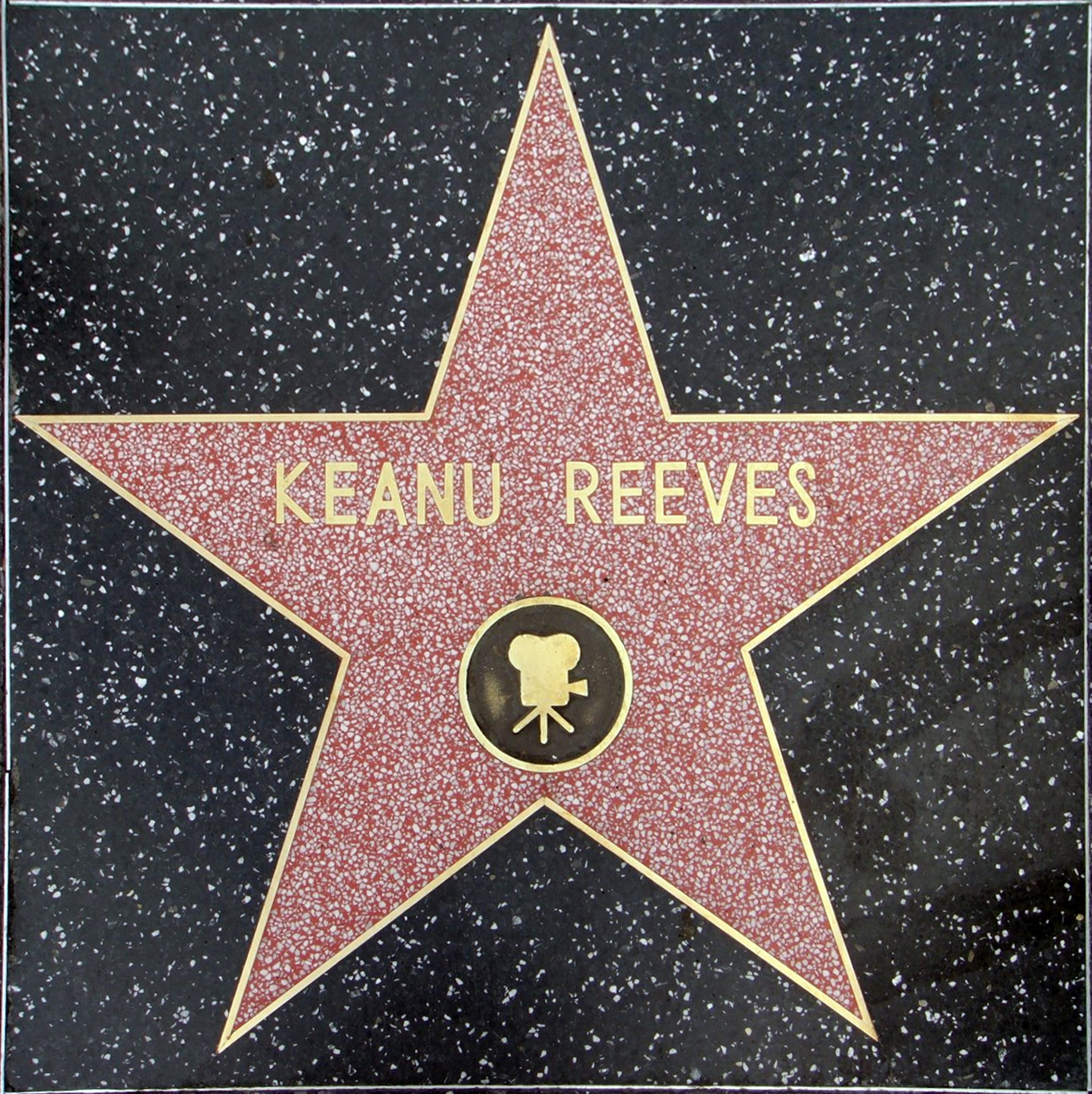
Étoile de Keanu Reeves sur Hollywood Boulevard.

- Razzie Awards 1994 : Pire acteur dans un second rôle pour Beaucoup de bruit pour rien
- MTV Movie Awards 1995 : 
  - Meilleur acteur pour Speed
  - L'homme le plus désirable pour Speed
  - Meilleur duo partagé avec Sandra Bullock pour Speed
- Saturn Awards 1995 : meilleur acteur pour Speed
- Razzie Awards 1996 : Pire acteur pour Johnny Mnemonic et A Walk in the Clouds
- MTV Movie Awards 1996 :
  - L'homme le plus désirable pour Les Vendanges de feu
  - Meilleur baiser pour Les Vendanges de feu (partagé avec Aitana Sánchez-Gijón)
- Razzie Awards 1997 : pire acteur pour Poursuite
- MTV Movie Awards 2000 : meilleur duo pour Matrix (partagé avec Laurence Fishburne)
- Saturn Award 2000 : meilleur acteurpour  Matrix
- Razzie Awards 2001 : pire acteur dans un second rôle pour The Watcher
- Razzie Awards 2002 : pire acteur pour Hardball et Sweet November
- Teen Choice Awards 2003 : meilleur acteur pour Matrix Reloaded
- Teen Choice Awards 2004 : meilleur acteur pour Matrix Revolutions
- MTV Movie Awards 2004 :
  - Meilleur combat pour Matrix Reloaded (partagé avec Hugo Weaving)
  - Meilleur baiser pour Matrix Reloaded (partagé avec Monica Bellucci)

### Autres
- Le 31 janvier 2005, il obtient une étoile sur le Hollywood Walk of Fame à Los Angeles.
- Allée des célébrités canadiennes
- Dans l'émission Entertainment Tonight en 2006, Keanu Reeves est inclus dans le « top 10 des stars préférées des Américains ».

## Publications
● Ode To Happines, travail artistique collaboratif avec texte de Keanu Reeves et dessins d'Alexandra Grant, publié en mars 2011 par les éditions Steidl Verlag.
● Shadows, texte de Keanu Reeves et photos d'Alexandra Grant publié en février 2016, éditions Steidl Verlag
- BRZRKR, comics créé et scénarisé par Keanu Reeves et Matt Kindt et dessinée par Ron Garney. :

1. Volume 1 (tomes 1 à 4)
2. Volume 2 (tomes 5 à 8)
3. Volume 3 (tomes 9 à 12)

● The Book of Elsewhere, roman reprenant le personnage BRZRKR créé par Keanu Reeves et coécrit avec China Miéville, publié le 23 juillet 2024 par Boom! Studios, Del Rey Books.

## Voix francophones
En France, Jean-Pierre Michaël est la voix française régulière de Keanu Reeves depuis L'Associé du diable en 1997. Il le retrouve notamment dans la franchise Matrix, Constantine, A Scanner Darkly, la franchise John Wick, Knock Knock ou encore Destination Wedding. Il le double également dans le doublage tardif du film Le Fleuve de la mort sorti en 1986.
Thierry Ragueneau, qui a été sa première voix régulière, le double à sept reprises entre les années 1991 et 2000 dont dans Point Break, Dracula et Speed, puis de manière occasionnelle, en 2006 dans Âge difficile obscur et en 2019 dans Always Be My Maybe. Il a également été doublé à trois reprises par Jérôme Keen dans Johnny Mnemonic, Braquage à New York et Siberia, ainsi qu'à deux reprises par Éric Legrand (Les Liaisons dangereuses, Les Aventures de Bill et Ted).
Il a été doublé à titre exceptionnel par Jérôme Rebbot dans The Night Before (en), Stéphane Bazin dans Le Prince de Pennsylvanie, Yoann Sover dans L'Excellente Aventure de Bill et Ted, Lionel Henry dans Je t'aime à te tuer, Jean-François Vlérick dans Tante Julia et le scribouillard, Bernard Gabay dans My Own Private Idaho, Franck Baugin dans Portrait craché d'une famille modèle, Éric Chevallier dans La Loi du campus, Jean-Philippe Puymartin dans Beaucoup de bruit pour rien, Emmanuel Curtil dans Little Buddha, Olivier Cuvellier dans Poursuite, Éric Herson-Macarel dans Sweet November, Xavier Fagnon dans Le Jour où la Terre s'arrêta et Boris Rehlinger dans Les Vies privées de Pippa Lee
Au Québec, il est régulièrement doublé par Daniel Picard. Benoit Éthier le double dans Dracula d'après l'Œuvre de Bram Stoker et Stephan Cloutier dans Clanches!.

### Versions françaises
- Jean-Pierre Michaël dans L'Associé du diable, la franchise Matrix, Constantine, A Scanner Darkly, Au bout de la nuit, 47 Ronin, la franchise John Wick, Knock Knock, The Neon Demon, The Bad Batch, To the Bone, Destination Wedding[86], etc.
- Thierry Ragueneau dans Point Break, Dracula, Même les cow-girls ont du vague à l'âme, Speed, Les Vendanges de feu, Feeling Minnesota, The Watcher, Âge difficile obscur, Always Be My Maybe[86]

### Versions québécoises
Note : La liste indique les titres québécois.
- Daniel Picard dans Johnny Mnémonique, L'Avocat du diable, Regard Dangereux, Le Don, Quelque chose d'inattendu, Constantine, La Maison près du lac, Rois de la rue, Le Crime d'Henry, 47 Ronin, John Wick[87], etc.

## Documentaire
- Julien Dupuy, Keanu Reeves : le messie pop, Arte, 2023[88].